# Jaan Lattik

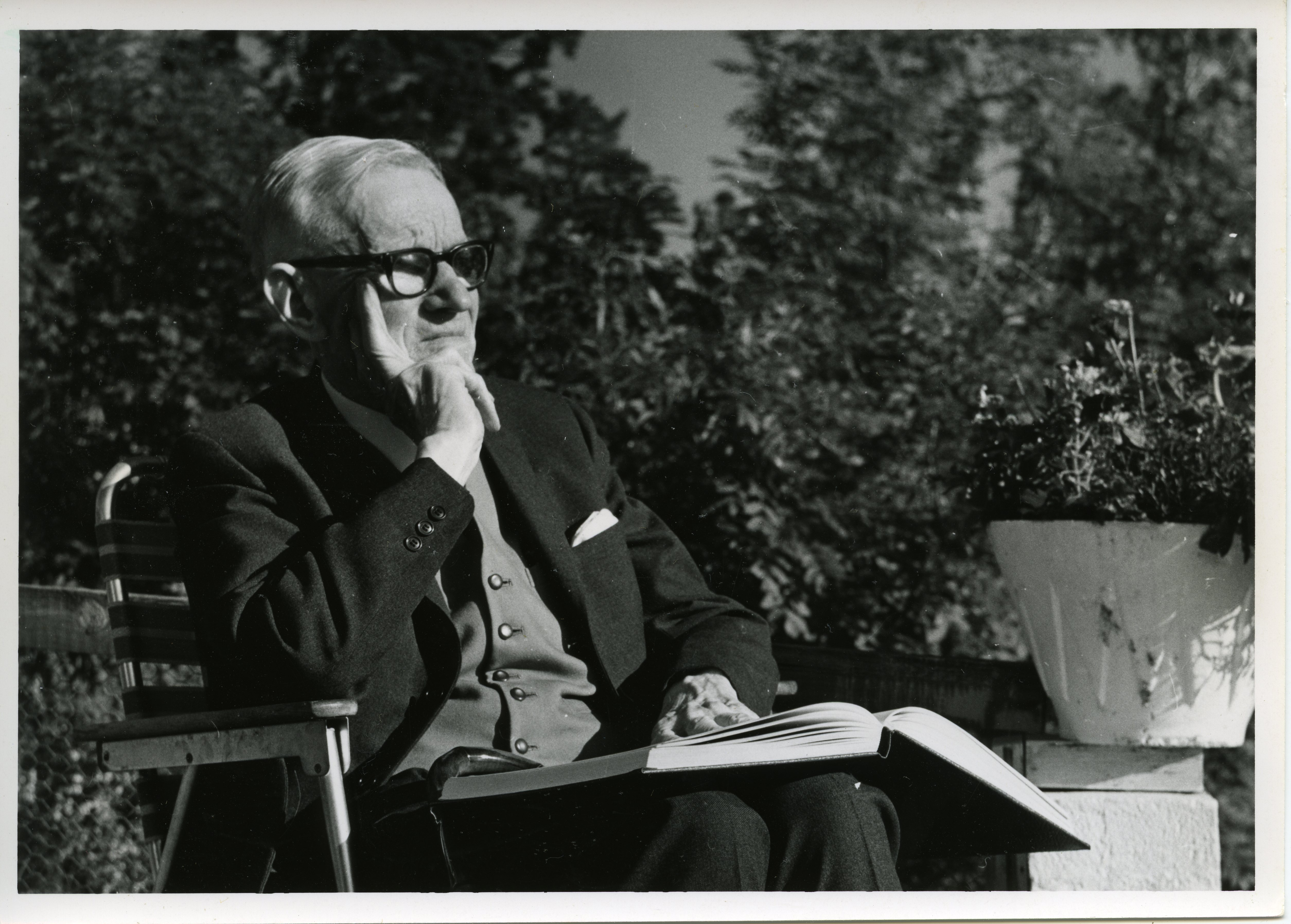
Jaan Lattik

Jaan Lattik (* 10. Oktoberjul. / 22. Oktober 1878greg. auf dem Hof Mäkiste, damals Kirchspiel Karula/Estland; † 27. Juni 1967 in Stockholm/Schweden) war ein estnischer Politiker, Schriftsteller und Theologe. Er war von 1928 bis 1931 Außenminister der Republik Estland.

## Jugend und Ausbildung
Jaan Lattik wurde in eine einfache bäuerliche Familie geboren. Schon früh erkannten die Eltern das intellektuelle Potenzial des Jungen. Lattik besuchte zunächst die Grundschule in Valga, anschließend 1893/94 das renommierte Hugo-Treffner-Gymnasium in Tartu und von 1896 bis 1902 das Gymnasium in Tallinn. Von 1902 bis 1908 studierte er Theologie an der Kaiserlichen Universität Dorpat. Das praktische Ausbildungsjahr verbrachte er 1908/09 in Sankt Petersburg an der dortigen estnischen Gemeinde. Von 1909 bis 1939 war er Pastor von Viljandi. Von 1909 bis 1912 übernahm er die Leitung des dortigen Progymnasiums (Mädchenschule). 1914 war sein Schwager Edgar Haßmann sein Adjunkt.

## Politiker
Mit der Unabhängigkeit der Republik Estland engagierte sich Lattik auch politisch. Er war Gründer der Christlichen Volkspartei (Kristlik Rahvaerakond) und deren langjähriger Vorsitzender. Von 1919 bis 1937 war er Mitglied des estnischen Parlaments (Riigikogu).
Vom 17. Dezember 1925 bis zum 10. Dezember 1927 war Jaan Lattik Bildungsminister und von Dezember 1928 bis Februar 1931 Außenminister der Republik Estland in den Kabinetten von August Rei und Otto August Strandman. In seiner Amtszeit setzte er sich besonders für eine engere Zusammenarbeit zwischen den baltischen Staaten ein. Ab 1939 bis zur Besetzung Estlands durch die Sowjetunion 1940 war er estnischer Gesandter in Litauen.
1940 ging Lattik nach Estland zurück und schloss sich kurzzeitig der Widerstandsbewegung gegen die sowjetischen Besatzer an. 1944 gelang ihm die Flucht ins Exil nach Schweden, wo er als Pastor, Autor und Publizist in Södertälje tätig blieb.

## Schriftsteller
Jaan Lattik war als Schriftsteller sowohl in estnischer als auch in der südestnischen Võro-Sprache aktiv. Bereits als Gymnasiast veröffentlichte er in der Zeitung Postimees erste Geschichten und Gedichte. Sein christlicher und ländlicher Hintergrund spielt in seinem Werk eine große Rolle. Lattik gilt damals wie heute als einer der bedeutendsten und prägendsten Schriftsteller in der Mundart von Südestland. Beliebt sind vor allem seine heiteren, oft von eigenen Jugenderinnerungen inspirierten Kinderbücher.

## Wichtigste Werke
- 1907 "Meie noored" (Jugenderzählung)
- 1921 "Minu kodust" (Jugenderzählungen)
- 1924 "Surnu pruut ja Katkised käed" (Erzählungen)
- 1928 "Surnu pruut" (Erzählung)
- 1924 "Martin Luter" (Biographie)
- 1925 "Lõunamaalõ" (Reiseeindrücke aus Palästina)
- 1928 "Koolipoisid" (Erzählungen)
- 1928 "Mets" (Erzählungen)
- 1932 "Elavad söed" (Erzählungen)
- 1946 "Räägi mulle üks jutt" (Märchen)
- 1948 "Viljandi kirikumõis kõneleb" (Erinnerungen)
- 1950 "Teekond läbi öö" (Memoiren, 1. Band)
- 1951 "Mõrsjapärg" (Erzählungen)
- 1952 "Meie noored" (Sammelband mit Erzählungen)
- 1952 "Teekond läbi öö" (Memoiren, 2. Band)
- 1953 "Talupoja laul" (Erzählungen)
- 1955 "Teekond läbi öö" (Memoiren, 3. Band)
- 1958 "Teekond läbi öö" (Memoiren, 4. Band)
- 1960 "Minu album" (Erinnerungen)
- 1961 "Tulge vee juurde" (Erzählungen)
- 1964 "Teda ei ole siin" (Roman)
- 1998 "Kui meil veel püksa ei olnud" (Auswahl seiner Werke, herausgegeben von Hando Runnel)